# Windows of the Soul
Windows of the Soul è il secondo album in studio degli Eyes, pubblicato nel 1993 per l'etichetta discografica Brilliant Records.
Si tratta in realtà del primo album registrato dalla band per la Capitol Records nel 1989. Ma a causa del mancato interesse da parte della major, queste incisioni vennero accantonate e pubblicate solo nel 1993.

## Tracce
1. Cheyenne – 4:03
2. City Nights – 4:07
3. Love Is Alive (Gary Wright Cover) – 4:13
4. Way Back Home – 5:00
5. Living On The Edge – 4:04
6. Love Lies – 4:19
7. Don't Turn Around – 4:16
8. Walking Fire – 4:02
9. Nobody Said It Was Easy – 5:07
10. It's All Over – 4:54

## Formazione
- Jeff Scott Soto - voce
- Steven Dougherty - chitarra, basso
- Aldy Damian - batteria

### Altri musicisti
- Chuck Wright - basso
- Mike Porcaro - basso
- Todd Jasmin - tastiere
- Jeff Naideau - tastiere